# Slovenija na Svetovnem prvenstvu v hokeju na ledu 1998
Slovenija je na Svetovnem prvenstvu v hokeju na ledu 1998 B, ki je potekalo med 15. in 24. aprilom 1998 v Sloveniji, v Ljubljani in na Jesenicah, s petimi zmagami, remijem in porazom zasedla drugo mesto. S tem se je uvrstila v dodatne kvalifikacije za uvrstitev v razširjeno elitno skupino svetovnega hokeja, ki so potekale med 5. in 8. novembrom v Ljubljani. Z dvema remijema in porazom je osvojila tretje mesto in ostala v skupini B. 

## Svetovno prvenstvo

### Postava
- Selektor: Pavle Kavčič
- Vratarji: Stan Reddick, Aleš Petronijevič, Gaber Glavič
- Branilci: Boris Kunčič, Andrej Brodnik, Elvis Bešlagič, Borut Vukčevič, Igor Beribak, Robert Ciglenečki, Bojan Zajc, Valerij Šahraj
- Napadalci: Tomaž Vnuk, Jure Vnuk, Dejan Kontrec, Nik Zupančič, Andrej Razinger, Marko Smolej, Dejan Varl, Ivo Jan, Aleš Sodja, Marjan Gorenc, Toni Tišlar, Peter Rožič

### Tekme
| 15. april 1998 | Slovenija | 3–0 | Poljska | Hala Tivoli, Ljubljana |

| Poročilo tekme | Poročilo tekme | Poročilo tekme | Poročilo tekme | Poročilo tekme |
| -------------- | -------------- | -------------- | -------------- | -------------- |
|                |                | (0:0,2:0,1:0)  |                |                |

| 16. april 1998 | Slovenija | 4–3 | Norveška | Hala Tivoli, Ljubljana |

| Poročilo tekme | Poročilo tekme | Poročilo tekme | Poročilo tekme | Poročilo tekme |
| -------------- | -------------- | -------------- | -------------- | -------------- |
|                |                | (1:2,0:0,3:1)  |                |                |

| 18. april 1998 | Slovenija | 6–1 | Nizozemska | Dvorana Podmežakla, Jesenice |

| Poročilo tekme | Poročilo tekme | Poročilo tekme | Poročilo tekme | Poročilo tekme |
| -------------- | -------------- | -------------- | -------------- | -------------- |
|                |                | (2:0,3:0,1:1)  |                |                |

| 19. april 1998 | Slovenija | 5–3 | Združeno kraljestvo | Hala Tivoli, Ljubljana |

| Poročilo tekme | Poročilo tekme | Poročilo tekme | Poročilo tekme | Poročilo tekme |
| -------------- | -------------- | -------------- | -------------- | -------------- |
|                |                | (2:2,2:0,1:1)  |                |                |

| 21. april 1998 | Slovenija | 3–4 | Ukrajina | Dvorana Podmežakla, Jesenice |

| Poročilo tekme | Poročilo tekme | Poročilo tekme | Poročilo tekme | Poročilo tekme |
| -------------- | -------------- | -------------- | -------------- | -------------- |
|                |                | (2:1,0:2,1:1)  |                |                |

| 22. april 1998 | Slovenija | 4–4 | Danska | Dvorana Podmežakla, Jesenice |

| Poročilo tekme | Poročilo tekme | Poročilo tekme | Poročilo tekme | Poročilo tekme |
| -------------- | -------------- | -------------- | -------------- | -------------- |
|                |                | (2:2,1:2,1:0)  |                |                |

| 24. april 1998 | Slovenija | 3–0 | Estonija | Hala Tivoli, Ljubljana |

| Poročilo tekme | Poročilo tekme | Poročilo tekme | Poročilo tekme | Poročilo tekme |
| -------------- | -------------- | -------------- | -------------- | -------------- |
|                |                | (1:0,2:0,0:0)  |                |                |

## Kvalifikacije za skupino A

### Tekme
| 5. november 1998 | Slovenija | 1–1 | Nemčija | Hala Tivoli, Ljubljana |

| Poročilo tekme | Poročilo tekme | Poročilo tekme  | Poročilo tekme | Poročilo tekme |
| -------------- | -------------- | --------------- | -------------- | -------------- |
|                |                | (0:0, 1:1, 0:0) |                |                |

| 7. november 1998 | Slovenija | 2–5 | Francija | Hala Tivoli, Ljubljana |

| Poročilo tekme | Poročilo tekme | Poročilo tekme  | Poročilo tekme | Poročilo tekme |
| -------------- | -------------- | --------------- | -------------- | -------------- |
|                |                | (1:0, 1:5, 0:0) |                |                |

| 8. november 1998 | Slovenija | 2–2 | Ukrajina | Hala Tivoli, Ljubljana |

| Poročilo tekme | Poročilo tekme | Poročilo tekme  | Poročilo tekme | Poročilo tekme |
| -------------- | -------------- | --------------- | -------------- | -------------- |
|                |                | (0:0, 2:2, 0:0) |                |                |